# Sokół (Łódź)
Pour les articles homonymes, voir Sokół.
Sokół (prononciation [ˈsɔkuu̯]) est un village de la gmina de Krzyżanów, du powiat de Kutno, dans la voïvodie de Łódź, situé dans le centre de la Pologne.
Il se situe à environ 4 kilomètres au nord de Krzyżanów (siège de la gmina), 7 kilomètres à l'est de Kutno (siège du powiat) et 49 kilomètres au nord de Łódź (capitale de la voïvodie).

## Administration
De 1975 à 1998, le village était attaché administrativement à l'ancienne voïvodie de Płock.

Depuis 1999, il fait partie de la nouvelle voïvodie de Łódź.